# Песочня (приток Вытебети)
Песочня — река в России, протекает в Ульяновском районе Калужской области. 
Река Песочня берёт начало у населённого пункта Новая Деревня. Течёт на запад через берёзово-осиновые леса. Устье реки находится неподалёку от села Дебрь в 19 км по правому берегу реки Вытебеть. Длина реки составляет 13 км.

## Данные водного реестра
По данным государственного водного реестра России относится к Окскому бассейновому округу, водохозяйственный участок реки — Ока от города Белёв до города Калуга, без рек Упа и Угра, речной подбассейн реки — бассейны притоков Оки до впадения Мокши. Речной бассейн реки — Ока.
По данным геоинформационной системы водохозяйственного районирования территории РФ, подготовленной Федеральным агентством водных ресурсов:
- Код водного объекта в государственном водном реестре — 09010100512110000020162
- Код по гидрологической изученности (ГИ) — 110002016
- Код бассейна — 09.01.01.005
- Номер тома по ГИ — 10
- Выпуск по ГИ — 0